# 桐井大介
桐井 大介（きりい だいすけ、1975年7月23日 - ）は、日本の男性声優。岐阜県出身。大沢事務所所属。

## 来歴
アミューズメントメディア総合学院卒業。2000年、テレビアニメ『妖しのセレス』で運転手役としてデビュー。

## 人物
『KRITIKA:REBOOT〜天上の騎士団〜』では、初期選択可能キャラクターであるバーサーカーのほかにも、2015年に追加されたブシドーの声も当てた。
趣味・特技はバスケットボール、バンド、歌。

## 出演
太字はメインキャラクター。

### テレビアニメ
2000年
- 妖しのセレス（運転手）

2001年
- HELLSING（隊員1、HELLSING隊員、陸軍兵士）

2002年
- 東京アンダーグラウンド（衛兵）
- PIANO（宅配便、顧問の教師）
- ヒートガイジェイ（ジョニー、情報屋、青年将校B）
- わがまま☆フェアリー ミルモでポン!

2003年
- おねがい☆ツインズ（男子生徒）
- 最遊記RELOAD（市場の人々）
- 真月譚 月姫（担任教師、バラエティ番組音声、男性アナウンサー、ニュースキャスター男）
- 神魂合体ゴーダンナー!!（2003年 - 2004年、堀井、パイロット、山田、コマンダー） - 2シリーズ
- TEXHNOLYZE（カク）
- マーメイドメロディー ぴちぴちピッチ（2003年 - 2004年、海月太郎 他） - 2シリーズ
- ロックマンエグゼ シリーズ（2003年 - 2005年、ソードマンＢ、イゴマン、ナレーション、A国のスタッフ、ダークロイドA、ウォルター他） - 2シリーズ

2004年
- アガサ・クリスティーの名探偵ポワロとマープル（アルフレッド・クラッケンソープ、ロウエン 他）
- うた∽かた（馬場）
- お伽草子（陰陽師B）
- げんしけん（上級生 他）
- ゾイドフューザーズ（シン、ラトル）
- To Heart 〜Remember my Memories〜（所長、DJ）
- ニニンがシノブ伝（忍者）
- のってけエクスプレッツ（ブラックエクスプレッツ / シルバーエクスプレッツ）
- 爆裂天使（案内係、ロードレイダー1号機）
- 光と水のダフネ（窃盗団B、係員、医師A、無法者）
- 双恋（田中先生）

2005年
- 苺ましまろ（自治会長）
- ガラスの仮面（青木、東洋劇場会長秘書）
- かりん（救急隊員）
- ガンパレード・オーケストラ（技師）
- 極上生徒会（不動産のオヤジ、審判、寿司屋、医師A）
- 灼眼のシャナ（近藤先生、高井）
- 新釈 眞田十勇士
- ゾイドジェネシス（バークリ、手下C、参謀A）
- NARUTO -ナルト-（2005年 - 2007年、カラシ、竜眼）
- ToHeart2（担任教師）
- トリニティ・ブラッド（船員）
- ノエイン もうひとりの君へ（タイザ 他）
- ハチミツとクローバー（大島松吉、店員、教授C）
- MAJOR（2005年 - 2009年、牟田、薬師寺）
- MÄR-メルヘヴン-（アリババ）

2006年
- ウィッチブレイド（マイケル、太田 他）
- うたわれるもの（オボロ）
- 桜蘭高校ホスト部（銛之塚崇、音楽の先生、医者 他）
- 学園ヘヴン BOY'S LOVE HYPER!（吉住比呂哉）
- きらりん☆レボリューション（2006年 - 2007年、熱井刑事、黒木旭）
- ゼーガペイン（ナレーション）
- タクティカルロア（幹事）
- MUSASHI -GUN道-（明智光秀、アヤカシカラス）
- ラブゲッCHU 〜ミラクル声優白書〜（記者A）
- RAY THE ANIMATION（堀部医師）
- REC（アニメディレクター）

2007年
- かみちゃまかりん（烏丸教授）
- 銀魂（天人）
- 月面兎兵器ミーナ（二階堂剛志、ラバン星人）
- DARKER THAN BLACK -黒の契約者-（菊地玲二）
- 天元突破グレンラガン（アーテンボロー・コアチッチ / アイラック・コイーガ）
- ラブ★コン（ケイン様）

2008年
- あまつき（黒鳶）
- 古代王者 恐竜キング Dキッズ・アドベンチャー 翼竜伝説（アラジン）
- TYTANIA -タイタニア-（コンノート少将）
- ミチコとハッチン（アナウンサー）
- モノクローム・ファクター（伊達）
- 薬師寺涼子の怪奇事件簿（スタッフC）

2009年
- グイン・サーガ（ヤルー）
- クプ〜!!まめゴマ!（ケンタロウ）
- 黒神 The Animation（トライバルエンド）
- 鋼殻のレギオス（リンテンス・サーヴォレイド・ハーデン）
- 07-GHOST（バスティン）
- 東京マグニチュード8.0（海上保安官）
- Phantom 〜Requiem for the Phantom〜（ラジオニュース音声）

2010年
- GIANT KILLING（杉江勇作）
- メタルファイト ベイブレード シリーズ（2010年 - 2011年、ジュリアス・シーザー） - 2シリーズ

2011年
- バクマン。（港浦吾郎）
- 遊☆戯☆王ZEXAL（陸王）

2012年
- SKET DANCE（中馬鉄治〈中学生〉）

2013年
- ビーストサーガ（ビルソード）
- よんでますよ、アザゼルさん。Z（魔界医師）

2016年
- 名探偵コナン（2016年 - 2024年、柴崎幸平、青戸鉄平、蕪木到）
- モブサイコ100（霧藤）

2017年
- オトッペ（ペッペラーノ、ポトレイン、ナレーション）
- 縁結びの妖狐ちゃん（王富貴、王権富貴）

2019年
- 文豪ストレイドッグス（プシュキン・A）

2020年
- 魔女の旅々（オークショニア）

2022年
- うたわれるもの 二人の白皇（オボロ）

### 劇場アニメ
- あした元気にな〜れ! 半分のさつまいも（2005年、男）
- ロックマンエグゼ 光と闇の遺産（2005年、リングアナ）
- 劇場版 天元突破グレンラガン 紅蓮篇（2008年、アーテンボロー・コアチッチ / アイラック・コイーガ）
- 思い、思われ、ふり、ふられ（2020年）
- 劇場版オトッペ パパ ・ドント・クライ（2021年、ペッペラーノ、ポトレイン[15]）

### OVA
- キノの旅 〜とっておきの話〜（2003年、町の人）
- 蒼い海のトリスティア（2004年、テンザン）
- 鴉 -KARAS-（2005年、警官）
- トップをねらえ2!（2005年、乗組員B）
- 撲殺天使ドクロちゃん（2005年、グレゴール・ザムザ、軍曹）
- 大魔法峠（2006年、先生、ギャンブラー）
- HELLSING（2006年、円卓会議要人[16]）
- 蜜×蜜ドロップス（2006年、ミクロ）
- OVA うたわれるもの（2009年、オボロ）

### Webアニメ
- ベイウォーリアーズ サイボーグ（2015年、アウグスト）

### ゲーム
2004年
- ZOIDS VS.III（スクード）
- 烈火の炎 FINAL BURNING（螺閃、死愚魔）

2005年
- FRONT MISSION5 Scars of the War

2006年
- うたわれるもの 散りゆく者への子守唄（オボロ）
- シークレット オブ エヴァンゲリオン（ホーク）
- ファイナルファンタジーXII（プワジ）

2007年
- オーディンスフィア（SHOP店員、ドワーフ 他）
- 桜蘭高校ホスト部（銛之塚崇）
- 名探偵エヴァンゲリオン（岸田ゴウ）

2008年
- カドゥケウス ニューブラッド
- ソウルイーター モノトーン プリンセス（グリモア）

2009年
- 桜蘭高校ホスト部 DS（銛之塚崇）
- 朧村正

2010年
- ゼノブレイド（エギル）
- HOSPITAL. 6人の医師（サミュエル・トランブル）
- メタルファイト ベイブレード ポータブル 超絶転生! バルカンホルセウス（ジュリアス・シーザー）
- メタルファイト ベイブレード 頂上決戦!ビッグバン・ブレーダーズ（ジュリアス・シーザー）

2011年
- 海賊戦隊ゴーカイジャー あつめて変身!35戦隊!（ブラムド）

2012年
- AQUAPAZZA（オボロ）

2013年
- 裏語 薄桜鬼（伊藤博文）

2014年
- 裏語 薄桜鬼 〜暁の調べ〜（伊藤博文）
- KRITIKA:REBOOT~天上の騎士団~ （バーサーカー、ブシドー）※スマートフォン版
- 第3次スーパーロボット大戦Z 時獄篇 / 天獄篇（2014年 - 2015年、アーテンボロー・コアチッチ） - 2作品

2015年
- うたわれるもの 偽りの仮面（オボロ）

2016年
- うたわれるもの 二人の白皇（オボロ）

2018年
- スーパーロボット大戦X（アーテンボロー・コアチッチ）

2020年
- ゼノブレイド ディフィニティブ・エディション（エギル）

2021年
- うたわれるもの斬2（オボロ）

### ドラマCD
- あまつき シリーズ（黒鳶）
  - あまつき〜破礼講の宴〜
  - TVアニメーション「あまつき」ドラマCD 第二巻
- うたわれるもの オリジナルドラマシリーズ（オボロ）
- 子供（ガキ）の領分 vol.6 真夏の残響（西崎）
- 大魔王アリス

### 吹き替え

#### 映画
- 明日、君がいない（ショーン）
- イリュージョン・ホテル（ジェシー）
- ジャスミンの花開く
- シルバーホーク
- チャーリーとチョコレート工場 ※ 劇場公開版
- デイ・アナザー・トゥモロー（ジョン）
- デンジャラス・ビューティー2
- ハービー/機械じかけのキューピッド
- ファンタスティック・フォー
- ブロンドと柩の謎
- マスク2
- M:i-2（ヴァリス〈ウィリアム・メイポーサー〉） ※ テレビ朝日版

#### テレビドラマ
- ER XIV 緊急救命室（ジョン）
- 1%の奇跡（カン・ソヌ）
- コールドケース4（マット）
- コールドケース6（チェイニー）
- サマンサ Who?（トニー）
- 宿敵 因縁のハットフィールド&マッコイ（ジョンジー・ハットフィールド）
- スタートレック:エンタープライズ （コス）
- ダメージ（マイケル）
- デスパレートな妻たち2、5（ステュ）
- 四姉妹物語（ヨンフン）
- 流星花園（トーマス）

#### アニメ
- キム・ポッシブル（ジョシュマンキー 他）
- ディノブレイカー（ウル・メサル）
- バイオハザード ディジェネレーション（キャスター）
- バットマン:ブレイブ&ボールド（シーザー）
- モーターシティ（マイク）

### ラジオCD
- DJCD 07-GHOST the world vol.3

### 音楽CD
- 新・百歌声爛 -男性声優編-

### テレビドラマ
- 奥様レンジャー（ナレーション） - テレビ愛知

### 映画
- ザ・ファブル（2019年、声の出演）

### テレビ番組
- ウレスジ!! - 読売テレビ
- カスペ!・値王　− フジテレビ
- カルチャーSHOwQ〜21世紀テレビ検定〜（コカケイくん）
- キスマイ宮田もどハマり?!機動戦士ガンダム 鉄血のオルフェンズ 放送直前SP - TBS
  - キスマイ宮田もどハマリ!鉄血のオルフェンズ今から観ても絶対間に合うSP
- 奇跡体験!アンビリバボー（再現ドラマ内吹き替え・ナレーション） - フジテレビ
- キャイ〜ンの三ツ星! ホームパーティー - テレビ東京
- キャンパスナビTV − TVK
- ゲームサタデー - テレビ東京
- 恋する星座ナビ - TBS
- サッカー日韓ワールドカップ 朝刊・昼刊 - スカイパーフェクTV
- スイスペ! - テレビ朝日
- 素敵な宇宙船地球号（吹き替え） - テレビ朝日
- 特命リサーチ200X（再現ドラマ内吹き替え） - 日本テレビ
- 何コレ - TBS
- パンパシフィック水泳 - テレビ朝日
- 半分エスパー - フジテレビTWO
- 美神の踝 - テレビ東京
- よろしくセンパイ - テレビ東京

### 特撮
- 超星神グランセイザー（2004年、ナレーター）※35話以降
- 幻星神ジャスティライザー（2005年、デストコマンド・ギルモンドの声）
- 超星艦隊セイザーX（2005年、ナレーター）※13話以降
- 仮面ライダーシリーズ
  - 仮面ライダー電王（2007年、モールイマジン〈アックスハンド〉の声、NEWモールイマジンの声）
  - 仮面ライダーオーズ/OOO（2011年、アンキロサウルスヤミーの声）
  - 仮面ライダーウィザード（2013年、アラクネの声）
- トミカヒーロー レスキューファイアー（2009年、最高幹部ジョウカエンの声）
- 海賊戦隊ゴーカイジャー（2011年、ブラムドの声）

### ナレーション
- ミスマガ
- たけしの誰でもピカソ

### CM
- 小林製薬　スリムキムコ
- すしざんまい
- 日清オイリオ
- トヨタ クルーガーV
- エバラ 焼肉のたれ
- ロッテ アイスクリーム 爽
- 第一三共ヘルスケア ルルゴールド
- 第一三共ヘルスケア 新ルルK
- DHC 薬用マイルドローション
- DHC ビタミンCホワイトパウダー
- 第一三共 AGノーズ AGアイズ
- アサヒ スタイルフリー
- SUZUKI ソリオ
- アイアンマン2

### その他コンテンツ
- うたわれるものらじお 第6回（ゲスト出演）
- うたわれるものらじお特別盤（パーソナリティ出演）
- Webラジオ エルルゥの小部屋 IN うたわれるもの 第13,14回（ゲスト出演）
- lovelaceのアルバムSounds slip away Across the UniverseのFake featuring noRicoにゲスト参加
- BLUE DROP ラジオドラマ 『海人 〜KAIJIN〜』（岡本）